# Поляков Віктор Львович
Поляков Віктор Львович (29 вересня 1981, Перм) — український професійний боксер, учасник Олімпійських ігор 2004 у напівсередній ваговій категорії.

## Ранні роки
Віктор Поляков народився в Пермі, але через деякий час його родина переїхала до Івано-Франківська. Тут Віктор захопився боксом.

## Аматорська кар'єра
2002 року взяв участь у чемпіонаті Європи, але програв в першому бою Андрію Мішину (Росія) — 13-17.
2003 року на чемпіонаті світу знов програв у першому бою Бюленту Улусой (Туреччина) — 11-14.
У відбірковому турнірі до чемпіонату Європи 2004 поступився в фіналі донеччанину Олександру Бокало — 31-38, але завдяки вдалим виступам в інших турнірах завоював право виступу на Олімпіаді 2004.

### Виступ на Олімпіаді
- У першому раунді переміг Джерард Омахоні (Австралія) — 54-27
- У другому раунді переміг Хав'єра Ноеля (Франція) — 32-25
- У чвертьфіналі програв Бахтіяру Артаєву (Казахстан) — (за явною перевагою)

## Професіональна кар'єра
Після Олімпіади 2004 Віктор Поляков вирішив розпочати професіональну кар'єру, переїхавши до Сполучених Штатів Америки.
Перший бій провів 10 листопада 2006 року. За період з 2006 по 2012 роки провів 11 переможних боїв, в 6 з них здобув дострокову перемогу. Але після цього він припинив виступи на 5 років.
11 лютого 2017 року Поляков провів перший бій в Німеччині і перший бій в напівважкій вазі, і зазнав першої поразки в профікар'єрі.
24 липня 2017 року в Римі в бою проти італійця Джованні де Кароліса Поляков завоював вакантний титул WBA International в другій середній вазі, але після цього в його кар'єрі розпочалася смуга суцільних поразок.